# بن تومان سه
بن تومان سه، روستایی در دهستان معمولان بخش مرکزی شهرستان معمولان در استان لرستان ایران است.

## جمعیت
بر پایه سرشماری عمومی نفوس و مسکن در سال ۱۳۹۵، جمعیت این روستا برابر با ۹۵ نفر (۲۷ خانوار) بوده‌است.